# Boulevard Barbès
Pour les articles homonymes, voir Barbès.
Cet article concerne le boulevard parisien. Pour les autres boulevards, voir Boulevard Barbès (Marseille) et Boulevard Barbès (Carcassonne).
Le boulevard Barbès est un boulevard du 18e arrondissement de Paris, créé en 1867 dans le cadre des transformations de Paris sous le Second Empire.

## Situation et accès
La ligne 4 du métro suit, sous terre, le tracé du boulevard, s'arrêtant à trois stations le long de celui-ci : Marcadet - Poissonniers à l'extrémité nord du boulevard (station également desservie par la ligne 12), Château Rouge en son centre, et Barbès - Rochechouart à son extrémité sud (station également desservie par la ligne 2, qui franchit le boulevard au moyen d'un viaduc).
Considéré par la mairie de Paris comme peu confortable, très bruyant et pollué, le boulevard Barbès a fait récemment l'objet d'une requalification complète. Cette opération, labellisée « espace civilisé », a consisté à redistribuer l'espace public au profit des transports en commun, des cyclistes et des piétons, tout en cherchant à améliorer le cadre de vie et à favoriser le dynamisme commercial du boulevard. Les travaux se sont achevés en 2007.
Le boulevard est une artère de la Goutte-d'Or, l'un des principaux quartiers populaires de Paris.

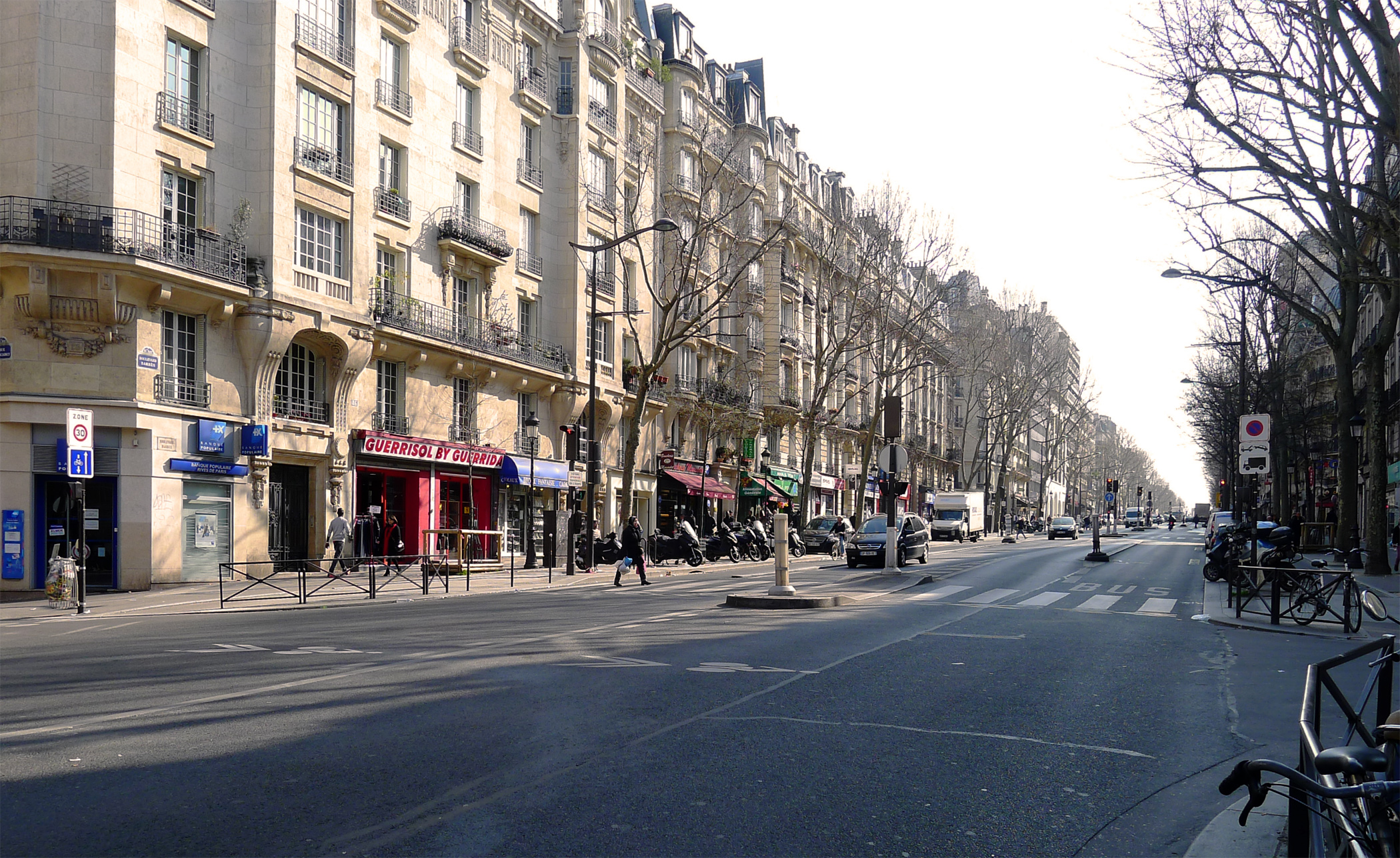
Autre vue du boulevard au niveau de la rue Marcadet.

## Origine du nom

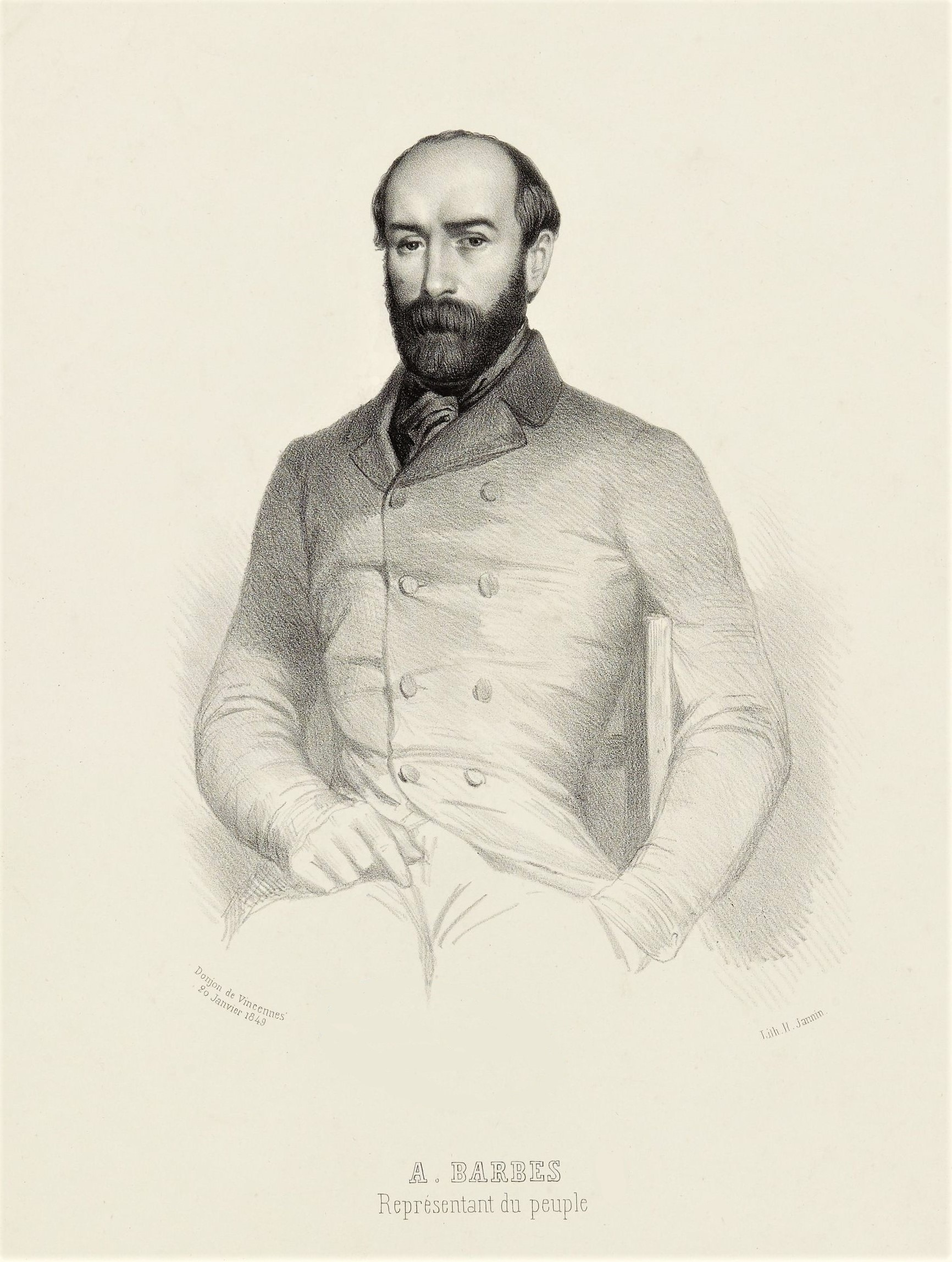
Armand Barbès.

Cette voie a été nommée en l'honneur d'Armand Barbès (1809-1870), homme politique français né à Pointe-à-Pitre.

## Historique

### La rue Lévisse/Neuve-Poissonnière
À partir de 1844, une grande partie du parc du Château-Rouge situé sur la commune de Montmartre est loti. Une ordonnance du 31 mars 1847 autorise les différents propriétaires, dont M. Lévisse, à ouvrir plusieurs voies sur les terrains acquis. Alors que la largeur des autres rues est fixée à 12 m, celle de cette nouvelle voie, qui reliait la rue des Poissonniers, qui se connectait avec la rue du Faubourg-Poissonnière située au sud du boulevard Marguerite-de-Rochechouart, à la rue Marcadet, est portée à 14 m de largeur. Appelée « rue Neuve-Poissonnière » sur le cadastre de 1850, elle est renommée avant 1860 « rue Lévisse ».
Après le rattachement de la commune de Montmartre à Paris par la loi du 16 juin 1859, la rue Lévisse est officiellement classée dans la voirie parisienne par un décret du 23 mai 1863.

### La création du boulevard
Le 23 mai 1863, un autre décret déclare d'utilité publique le prolongement du boulevard de Magenta depuis l'ancienne barrière Poissonnière jusqu'à la porte de Clignancourt. Cette voie de 30 m de large, dessinée dans le cadre des travaux haussmanniens, absorbe la rue Lévisse, dont la largeur est ainsi doublée, et la partie sud de la rue des Poissonniers. Elle englobe au passage la place du Château-Rouge. Le 2 mars 1867, cette voie, encore en cours de réalisation, prend le nom de boulevard d'Ornano.
En 1882, la partie du boulevard d'Ornano au sud de la rue Ordener est renommée « boulevard Barbès ».
Le 15 septembre 1918, durant la Première Guerre mondiale, une bombe explose sur les bâtiments des magasins Dufayel situés no 13 boulevard Barbès lors d'un raid effectué par des avions allemands.

## Bâtiments remarquables et lieux de mémoire
- Au no 10, La Fourmi, inaugurée le 12 janvier 1894 : ce café concert vit se produire, entre autres, le jeune Maurice Chevalier, alors âgé à peine de 14 ans. Démolie en 1927, La Fourmi est reconstruite à l'actuel 114 boulevard Marguerite-de-Rochechouart[8].
- Du no 11 au no 15 se trouvent les bâtiments des anciens Grands Magasins Dufayel. En 1856, Jacques François Crespin ouvre le Palais de la Nouveauté sur la section correspondant à l'ancienne rue des Poissonniers. Le commerce s'agrandit le long du boulevard et devient en 1888 les Grands Magasins Dufayel. Après une série d'extensions, ils occupent l'ensemble du quadrilatère compris entre le boulevard et les rues Christiani, de Sofia et de Clignancourt. Les deux dômes à l'angle des rues Christiani et de Sofia sont construits en 1910[9]. Les grands magasins ferment en 1930.
- Au no 64 et 66, angle de la rue Doudeauville, l'immeuble préexistait au boulevard mais était plus haut, le niveau du sol ayant été abaissé. Un étage supplémentaire est construit sous l'immeuble, étayé[10].
- Au no 90, l'église luthérienne Saint-Paul de Montmartre, membre de l'Église protestante unie de France et inaugurée le 21 novembre 1897. Elle est l’œuvre d'Adolphe Augustin Rey[11].
- Magasin Tati de 1948 à 2020[12],[13].

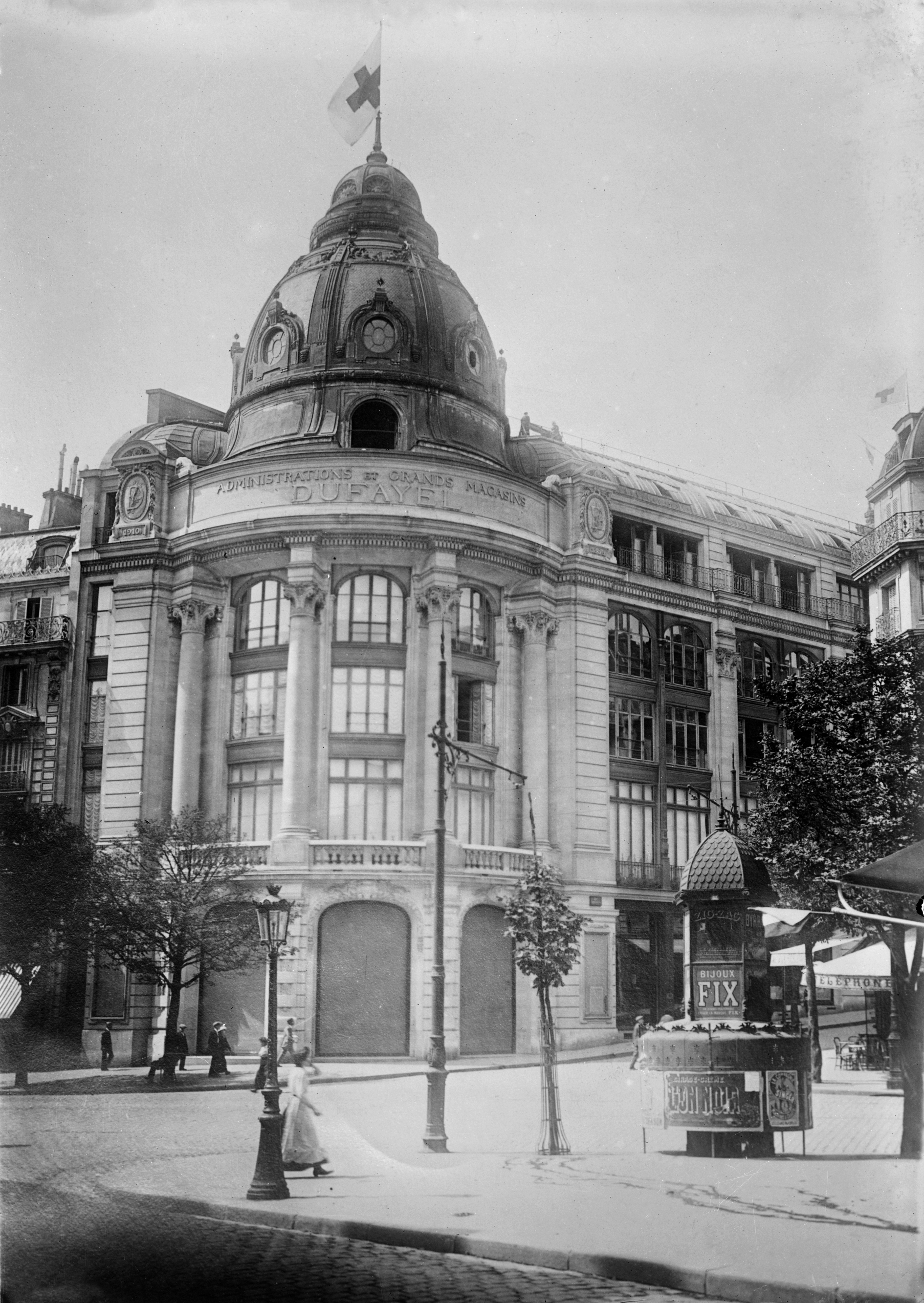
Grands Magasins Dufayel, pavillon d'angle avec la rue Christiani.
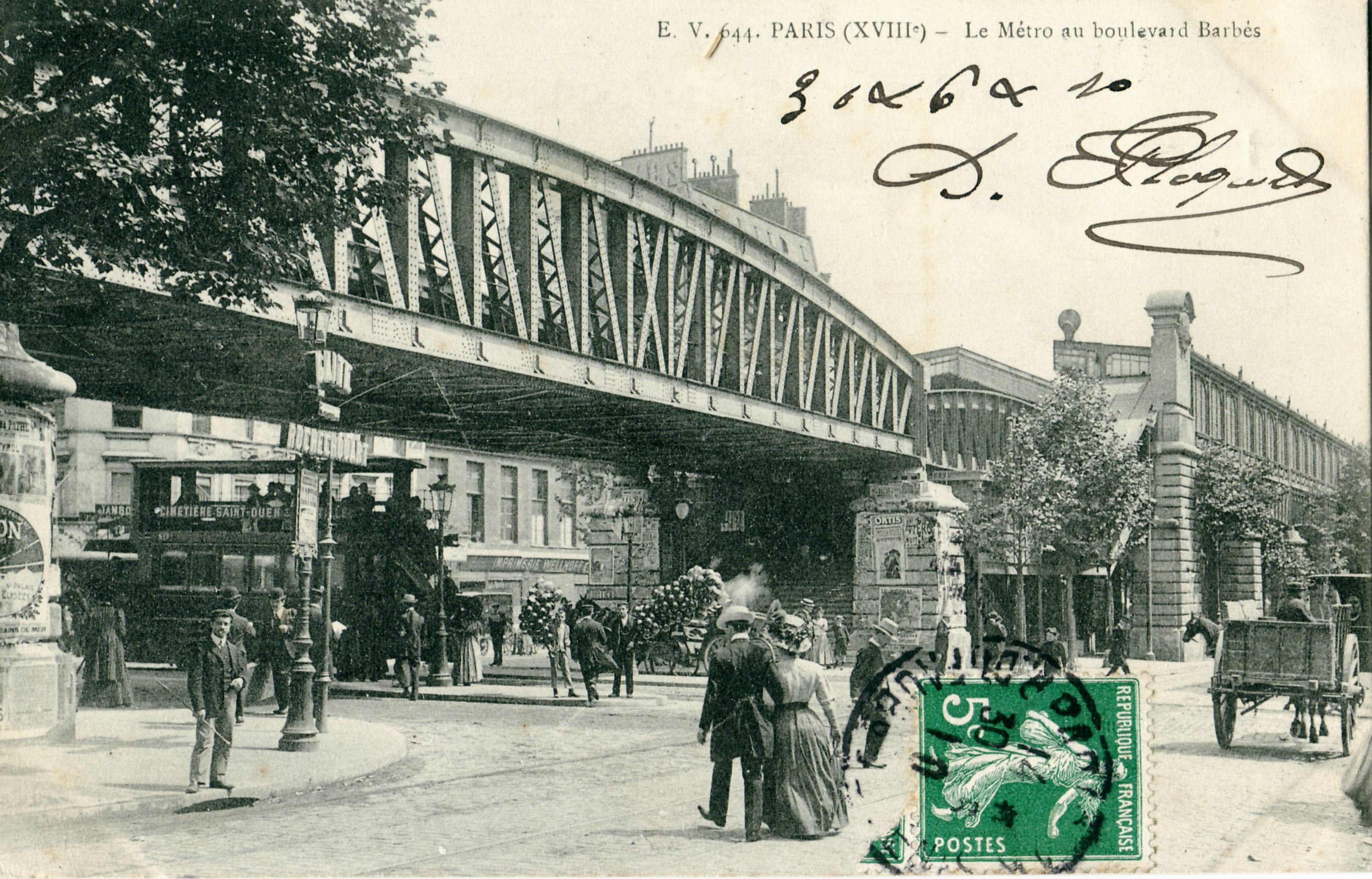
Dans la première décennie du XXe siècle, tramways et métro structurent le boulevard.